# Homrzyska
Homrzyska – wieś w Polsce położona w województwie małopolskim, w powiecie nowosądeckim, w gminie Nawojowa.
Integralne części wsi Homrzyska
przysiółkiNa Wierchu, Pałyga
części wsiBaranówka, Cabakówka, Kulpówka, Leśniarka, Łukaszówka, Magierówka, Mirkówka, Ormantówka, Piętkówka, Potok, Przymiarki, Rogożówka, Rybówka, Sekułówka, Synowcówka, Walkówka
W latach 1975–1998 miejscowość administracyjnie należała do województwa nowosądeckiego.